# تیم ملی والیبال زنان ژاپن
تیم ملی والیبال زنان ژاپن تیم ملی والیبال زنان کشور ژاپن است.